# I Can't Give Everything Away
"I Can't Give Everything Away" é uma canção do músico inglês David Bowie. A canção foi lançada como um single póstumo em 6 de abril de 2016, atuando também como o terceiro e último single do vigésimo quinto álbum de estúdio de Bowie, Blackstar. A faixa foi escrita por Bowie e produzida por Bowie e Tony Visconti.
Antes do lançamento como um single póstumo, "I Can't Give Everything Away" chegou ao número 45 no Hitparade Chart suíço; número 141 no UK Singles Chart; e número 142 no quadro de singles francês.
A canção contém uma amostra de "A New Career in a New Town", uma música instrumental do álbum de Bowie Low de 1977.

## Recepção da crítica
"I Can't Give Everything Away" recebeu críticas positivas dos críticos. Sam Richards de NME chamou a canção "um sereno, alegre número", enquanto Ben Skipper da IB Times rotulou-a como um "belo e tocante adeus". Neil McCormick, do The Telegraph, chamou a música de "faixa de encerramento épica", comentando que "Bowie soa como se estivesse lutando com seu próprio mistério: 'Seeing more and feeling less / Saying no but meaning yes / This is all I ever meant / That's the message that I sent.'" A Pitchfork listou "I Can't Give Everything Away" em seu ranking das 100 melhores músicas de 2016 no número 23.

## Videoclipe
Em 6 de abril de 2016 um vídeo de letra animado foi lançado, criado por Jonathan Barnbrook, que também desenhou a capa do álbum. Ele explicou seus motivos por trás do vídeo da seguinte forma:
"Este é realmente um pequeno vídeo muito simples que eu queria que fosse definitivamente positivo", diz Barnbrook. "Começamos no mundo preto e branco de ★, mas no coro final nos movemos para uma cor brilhante, eu vi isso como uma celebração de David, para dizer que, apesar da adversidade que enfrentamos, as coisas difíceis que acontecem, como o falecimento de David, que os seres humanos são naturalmente positivos, olham para a frente e podem tirar o bom do passado e usá-lo como algo para ajudar com o presente. Somos uma espécie naturalmente otimista e celebramos o bem que nos é dado."
"I Can't Give Everything Away" impactou nas rádio do mundo inteiro e foi tocada na BBC Radio 2, BBC 6 Music, Absolute and Radio X no Reino Unido.

## Paradas de sucesso
| Chart (2016)                                            | Peak position |
| ------------------------------------------------------- | ------------- |
| França (SNEP)                                           | 142           |
| Suíça (Schweizer Hitparade)                             | 45            |
| UK Singles (Official Charts Company)                    | 141           |
| Estados Unidos (Billboard Hot Rock & Alternative Songs) | 39            |